# 1000 Guineas

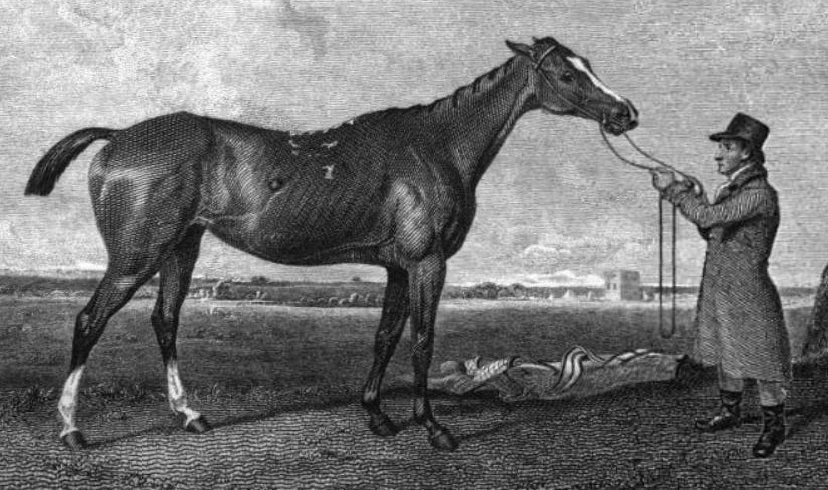
Rhoda, Siegerin der One Thousand Guineas von 1816

Das 1000 Guineas, auch One Thousand Guineas, ist ein Gruppe-1-Flachrennen in Großbritannien für dreijährige Stuten. Es wird auf der Rowley Mile in Newmarket über die Distanz von 1 Meile (1609 m) ausgetragen. Es findet Ende April oder Anfang Mai statt, an dem Sonntag nach dem 2000 Guineas Stakes.
Es ist das zweite der fünf klassischen Rennen in Großbritannien und das erste der beiden Stutenrennen. Es ist auch das erste Triple Crown Rennen für Stuten im Jahr, danach finden das Oaks und das St Leger statt.

## Geschichte

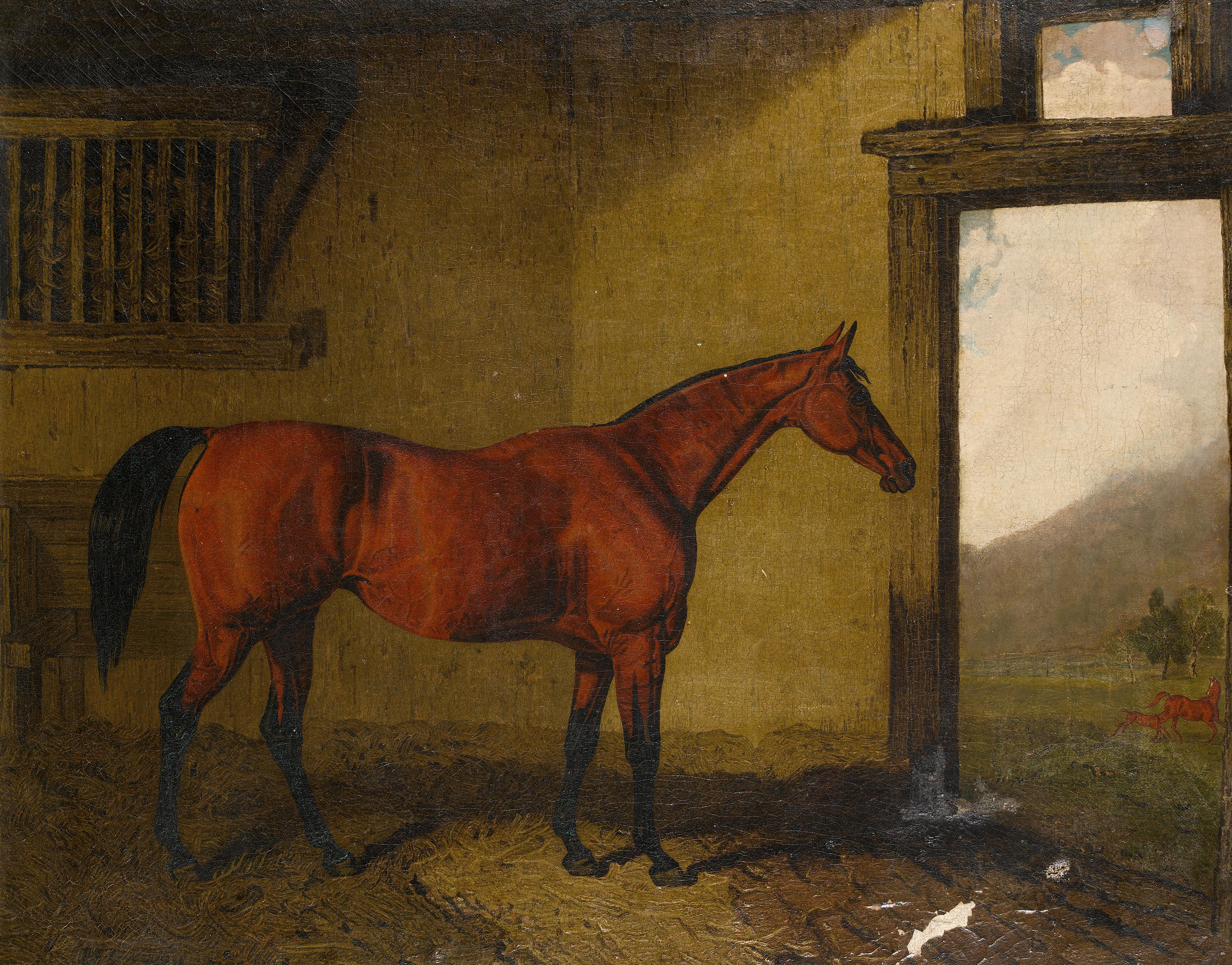
Cobweb, ungeschlagene Siegerin von 1824

Das 1000 Guineas wurde erstmals am 28. April 1814 gelaufen. Fünf Jahre zuvor wurde das erste 2000 Guineas ausgetragen, welches ebenfalls über eine Meile gelaufen wird, aber für Hengste und Stuten offen ist. Beide Rennen wurden vom Jockey Club unter der Leitung von Sir Charles Bunbury aus der Taufe gehoben, welcher zuvor auch das Derby mitinitiiert hatte. Sie wurden nach dem ursprünglichen Preisgeld benannt.
Mitte der 1860er war das 1000 Guineas eines der wichtigsten britischen Rennen für Dreijährige geworden. Seit der Mitte 1860er Jahre gilt das 2000 Guineas als eines der prestigeträchtigsten Pferderennen für 3-Jährige. Seit dieser Zeit werden die fünf wichtigsten Rennen für Dreijährige als „klassische Rennen“ bezeichnet. Die klassischen Rennen zeichnen sich durch längere Distanzen zum Saisonende hin aus. Dieses Konzept wurde später von vielen anderen Ländern übernommen.
Nachfolger des britischen 1000 Guineas sind unter anderem: das irische 1000 Guineas, das in Longchamp ausgetragene Poule d’Essai des Pouliches und der Premio Regina Elena, der im Ippodromo delle Capannelle in Rom gelaufen wird und das deutsche 1000 Guineas.
Auch Australien, Japan und Neuseeland haben ähnliche Rennen. Seit 2001 sind das 2.000 Guineas und das 1.000 Guineas mit dem gleichen Preisgeld ausgestattet. 2012 betrug bei beiden das Preisgeld 350.000 £. Im Jahr 2014 betrug das Preisgeld 450.000 £, wovon der Sieger 255.195 £ erhielt.
Obwohl vor dem 1000 Guineas bereits mehrere Rennen gelaufen werden, beispielsweise die Nell Gwyn Stakes und die Fred Darling Stakes, ist es für manche Pferde das erste Rennen der Saison.

## Rekorde
Erfolgreichster Jockey (7 Siege):

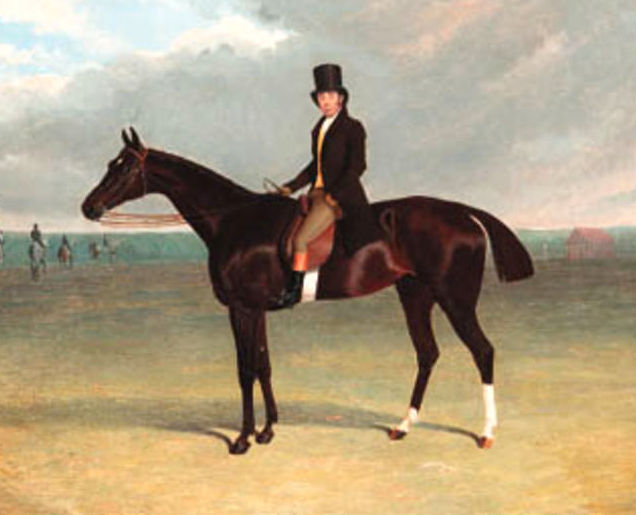
Galata, Siegerin von 1832, gemalt von John Frederick Herring senior

- George Fordham – Mayonaise (1859), Nemesis (1861), Siberia (1865), Formosa (1868), Scottish Queen (1869), Thebais (1881), Hauteur (1883)

Erfolgreichster Trainer (9 Siege):
- Robert Robson – Corinne (1818), Catgut (1819), Rowena (1820), Zeal (1821), Whizgig (1822), Zinc (1823), Tontine (1825), Problem (1826), Arab (1827)

Erfolgreichster Besitzer (8 Siege):
- 4. Duke of Grafton – Catgut (1819), Rowena (1820), Zeal (1821), Whizgig (1822), Zinc (1823), Tontine (1825), Problem (1826), Arab (1827)

## Siegerinnen

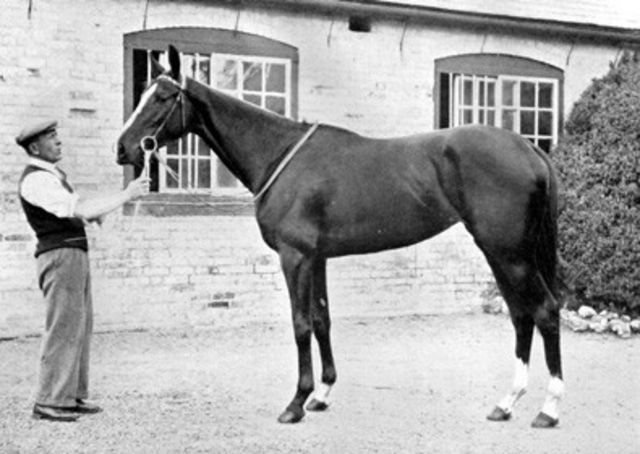
Rockfel, Siegerin von 1938

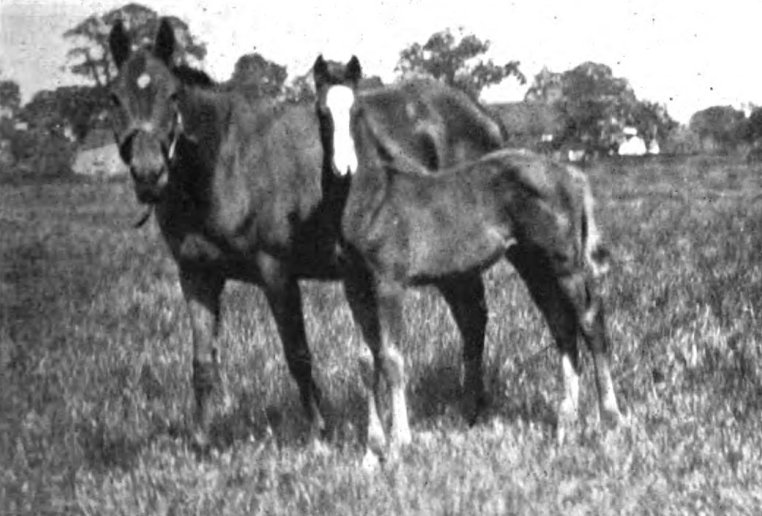
Jest mit ihrem Fohlen Humorist, dem Derby Sieger von 1921, Jest gewann die 1000 Guineas von 1913

| Jahr | Pferd              | Jockey             | Trainer               | Besitzer                                                                              | Zeit    |
| ---- | ------------------ | ------------------ | --------------------- | ------------------------------------------------------------------------------------- | ------- |
| 1814 | Charlotte          | Bill Clift         | Tom Perren            | Christopher Wilson                                                                    |         |
| 1815 | Filly by Selim     | Bill Clift         | Richard Prince        | 3. Baron Foley                                                                        |         |
| 1816 | Rhoda              | Sam Barnard        | Dixon Boyce           | 5. Duke of Rutland                                                                    |         |
| 1817 | Neva               | Bill Arnull        | Dixon Boyce           | George Watson                                                                         |         |
| 1818 | Corinne            | Frank Buckle       | Robert Robson         | John Udney                                                                            |         |
| 1819 | Catgut             |                    | Robert Robson         | 4. Duke of Grafton                                                                    |         |
| 1820 | Rowena             | Frank Buckle       | Robert Robson         | 4. Duke of Grafton                                                                    |         |
| 1821 | Zeal               | Frank Buckle       | Robert Robson         | 4. Duke of Grafton                                                                    |         |
| 1822 | Whizgig            | Frank Buckle       | Robert Robson         | 4. Duke of Grafton                                                                    |         |
| 1823 | Zinc               | Frank Buckle       | Robert Robson         | 4. Duke of Grafton                                                                    |         |
| 1824 | Cobweb             | Jem Robinson       | James Edwards         | 5. Earl of Jersey                                                                     |         |
| 1825 | Tontine            |                    | Robert Robson         | 4. Duke of Grafton                                                                    |         |
| 1826 | Problem            | John Barham Day    | Robert Robson         | 4. Duke of Grafton                                                                    |         |
| 1827 | Arab               | Frank Buckle       | Robert Robson         | 4. Duke of Grafton                                                                    |         |
| 1828 | Zoe                | Jem Robinson       | Bobby Pettit          | Arthur Molony                                                                         |         |
| 1829 | Young Mouse        | Bill Arnull        | Dixon Boyce           | Lord George Cavendish                                                                 |         |
| 1830 | Charlotte West     | Jem Robinson       | James Edwards         | 5. Earl of Jersey                                                                     |         |
| 1831 | Galantine          | Patrick Conolly    | H. Scott              | Sir Mark Wood                                                                         |         |
| 1832 | Galata             | Bill Arnull        | Charles Marson        | 2. Marquess of Exeter                                                                 |         |
| 1833 | Tarantella         | E. Wright          | John Robinson         | T. H. Cookes                                                                          |         |
| 1834 | May-day            | John Barham Day    | John Doe              | 9. Baron Berners                                                                      |         |
| 1835 | Preserve           | Nat Flatman        | R. Prince, Jr.        | Charles Greville                                                                      |         |
| 1836 | Destiny            | John Barham Day    | John Barham Day       | Thomas Houldsworth                                                                    |         |
| 1837 | Chapeau d’Espagne  | John Barham Day    | John Barham Day       | Lord George Bentinck                                                                  |         |
| 1838 | Barcarolle         | Edward Edwards     | W. Edwards            | 4. Earl of Albemarle                                                                  |         |
| 1839 | Cara               | George Edwards     | Charles Marson        | Richard Watt                                                                          |         |
| 1840 | Crucifix           | John Barham Day    | John Barham Day       | Lord George Bentinck                                                                  |         |
| 1841 | Potentia           | Jem Robinson       | George Payne          | Stanlake Batson                                                                       |         |
| 1842 | Firebrand          | Sam Rogers         | John Kent, Jr.        | Lord George Bentinck                                                                  |         |
| 1843 | Extempore          | Sam Chifney, Jr.   | Bobby Pettit          | Thomas Thornhill                                                                      |         |
| 1844 | Sorella            | Jem Robinson       | William Butler, Jr.   | George Osbaldeston                                                                    |         |
| 1845 | Pic-Nic            | William Abdale     | John Kent, Jr.        | 5. Duke of Richmond                                                                   |         |
| 1846 | Mendicant          | Sam Day            | John Day              | John Gully                                                                            |         |
| 1847 | Clementina         | Nat Flatman        | Montgomery Dilly      | George Payne                                                                          |         |
| 1848 | Canezou            | Frank Butler       | John Scott            | Lord Stanley                                                                          |         |
| 1849 | Flea               | Alfred Day         | John Day              | Frank Clarke                                                                          |         |
| 1850 | Lady Orford        | Frank Butler       | W. Beresford          | 3. Earl of Orford                                                                     |         |
| 1851 | Aphrodite          | Job Marson         | Alec Taylor, Sr.      | Sir Joseph Hawley                                                                     |         |
| 1852 | Kate               | Alfred Day         | J. Woolcott           | J. Sargent                                                                            |         |
| 1853 | Mentmore Lass      | Jack Charlton      | W. King               | Mayer A. de Rothschild                                                                |         |
| 1854 | Virago             | John Wells         | John Barham Day       | Henry Padwick                                                                         |         |
| 1855 | Habena             | Sam Rogers         | William Butler, Jr.   | 7. Duke of Bedford                                                                    |         |
| 1856 | Manganese          | John Osborne, Jr.  | John Osborne          | John King                                                                             |         |
| 1857 | Imperieuse         | Nat Flatman        | John Scott            | John Scott                                                                            | 1:53.00 |
| 1858 | Governess          | Tom Ashmall        | Tom Eskrett           | William Gratwicke                                                                     |         |
| 1859 | Mayonnaise         | George Fordham     | Tom Taylor            | William Stirling Crawfurd                                                             |         |
| 1860 | Sagitta            | Tom Aldcroft       | John Scott            | 14. Earl of Derby                                                                     |         |
| 1861 | Nemesis            | George Fordham     | William Harlock       | G. Fleming                                                                            | 1:50.00 |
| 1862 | Hurricane          | Tom Ashmall        | John Scott            | 6. Viscount Falmouth                                                                  |         |
| 1863 | Lady Augusta       | Arthur Edwards     | Joseph Dawson         | 7. Earl of Stamford                                                                   |         |
| 1864 | Tomato             | John Wells         | Joseph Hayhoe         | Mayer A. de Rothschild                                                                | 1:53.00 |
| 1865 | Siberia            | George Fordham     | John Day              | 8. Duke of Beaufort                                                                   |         |
| 1866 | Repulse            | Tom Cannon, Sr.    | John Day              | 4. Marquess of Hastings                                                               |         |
| 1867 | Achievement        | Harry Custance     | James Dover           | Mark Pearson                                                                          |         |
| 1868 | Formosa            | George Fordham     | Henry Woolcott        | William Graham                                                                        |         |
| 1869 | Scottish Queen     | George Fordham     | John Day              | 8. Duke of Beaufort                                                                   |         |
| 1870 | Hester             | Jemmy Grimshaw     | Joseph Dawson         | Joseph Dawson                                                                         |         |
| 1871 | Hannah             | Charlie Maidment   | Joseph Hayhoe         | Mayer A. de Rothschild                                                                |         |
| 1872 | Reine              | Henry Parry        | Tom Jennings, Sr.     | Claude-Joachim Lefèvre                                                                |         |
| 1873 | Cecilia            | Jack Morris        | Mathew Dawson         | 6. Viscount Falmouth                                                                  |         |
| 1874 | Apology            | John Osborne, Jr.  | William Osborne       | John King                                                                             |         |
| 1875 | Spinaway           | Fred Archer        | Mathew Dawson         | 6. Viscount Falmouth                                                                  |         |
| 1876 | Camelia            | Tom Glover         | T. Cunnington         | Frédéric de Lagrange                                                                  |         |
| 1877 | Belphoebe          | Harry Jeffery      | George Bloss          | Marquess of Hartington                                                                |         |
| 1878 | Pilgrimage         | Tom Cannon, Sr.    | Joe Cannon            | 4. Earl of Lonsdale                                                                   | 2:00.00 |
| 1879 | Wheel of Fortune   | Fred Archer        | Mathew Dawson         | 6. Viscount Falmouth                                                                  | 1:54.00 |
| 1880 | Elizabeth          | Charles Wood       | Joseph Dawson         | T. E. Walker                                                                          | 1:56.00 |
| 1881 | Thebais            | George Fordham     | Alec Taylor, Sr.      | William Stirling Crawfurd                                                             | 1:50.00 |
| 1882 | St Marguerite      | Charles Wood       | R. Sherrard           | William Stirling Crawfurd                                                             | 1:55.40 |
| 1883 | Hauteur            | George Fordham     | Tom Jennings, Jr.     | Claude-Joachim Lefèvre                                                                | 1:52.80 |
| 1884 | Busybody           | Tom Cannon, Sr.    | Tom Cannon, Sr.       | George Baird                                                                          | 1:47.00 |
| 1885 | Farewell           | George Barrett     | John Porter           | 1. Duke of Westminster                                                                | 1:47.80 |
| 1886 | Miss Jummy         | John Watts         | Richard Marsh         | 12. Duke of Hamilton                                                                  | 1:52.40 |
| 1887 | Reve d’Or          | Charles Wood       | Alec Taylor, Sr.      | 8. Duke of Beaufort                                                                   | 1:47.60 |
| 1888 | Briar-root         | Billy Warne        | James Ryan            | Douglas Baird                                                                         | 1:44.00 |
| 1889 | Minthe             | Jimmy Woodburn     | Mathew Dawson         | Robert Vyner                                                                          | 1:52.00 |
| 1890 | Semolina           | John Watts         | George Dawson         | 6. Duke of Portland                                                                   | 1:48.80 |
| 1891 | Mimi               | Fred Rickaby       | Mathew Dawson         | Noel Fenwick                                                                          | 1:44.20 |
| 1892 | La Fleche          | George Barrett     | John Porter           | Baron Maurice de Hirsch                                                               | 1:52.40 |
| 1893 | Siffleuse          | Tommy Loates       | Percy Peck            | Sir John Blundell Maple                                                               | 1:53.00 |
| 1894 | Amiable            | Walter Bradford    | George Dawson         | 6. Duke of Portland                                                                   | 1:46.00 |
| 1895 | Galeottia          | Fred Pratt         | James Ryan            | Alfred Cox                                                                            | 1:47.20 |
| 1896 | Thais              | John Watts         | Richard Marsh         | Prince of Wales                                                                       | 1:46.20 |
| 1897 | Chelandry          | John Watts         | William Walters, Jr.  | 5. Earl of Rosebery                                                                   | 1:42.60 |
| 1898 | Nun Nicer          | Sam Loates         | Willie Waugh          | John Blundell Maple                                                                   | 1:48.60 |
| 1899 | Sibola             | Tod Sloan          | John Huggins          | Lord William Beresford                                                                | 1:44.20 |
| 1900 | Winifreda          | Sam Loates         | Tom Jennings, Jr.     | Leonard Brassey                                                                       | 1:46.00 |
| 1901 | Aida               | Danny Maher        | George Blackwell      | Sir James Miller                                                                      |         |
| 1902 | Sceptre            | Herbert Randall    | Bob Sievier           | Bob Sievier                                                                           |         |
| 1903 | Quintessence       | Herbert Randall    | Jim Chandler          | 7. Viscount Falmouth                                                                  | 1:48.0  |
| 1904 | Pretty Polly       | Willie Lane        | Peter Gilpin          | Eustace Loder                                                                         | 1:40.00 |
| 1905 | Cherry Lass        | George McCall      | Jack Robinson         | William Hall Walker                                                                   |         |
| 1906 | Flair              | Bernard Dillon     | Peter Gilpin          | Sir Daniel Cooper                                                                     |         |
| 1907 | Witch Elm          | Barry Lynham       | Jack Robinson         | William Hall Walker                                                                   |         |
| 1908 | Rhodora            | Lucien Lyne        | James Allen           | Richard Croker                                                                        |         |
| 1909 | Electra            | Bernard Dillon     | Peter Gilpin          | Ludwig Neumann                                                                        |         |
| 1910 | Winkipop           | Barry Lynham       | Willie Waugh          | Waldorf Astor                                                                         |         |
| 1911 | Atmah              | Freddie Fox        | Fred Pratt            | James A. de Rothschild                                                                |         |
| 1912 | Tagalie            | Les Hewitt         | Dawson Waugh          | Walter Raphael                                                                        | 1:39.60 |
| 1913 | Jest               | Fred Rickaby, Jr.  | Charles Morton        | Jack Barnato Joel                                                                     |         |
| 1914 | Princess Dorrie    | Bill Huxley        | Charles Morton        | Jack Barnato Joel                                                                     |         |
| 1915 | Vaucluse           | Fred Rickaby, Jr.  | Frank Hartigan        | 5. Earl of Rosebery                                                                   |         |
| 1916 | Canyon             | Fred Rickaby, Jr.  | George Lambton        | 17. Earl of Derby                                                                     |         |
| 1917 | Diadem             | Fred Rickaby, Jr.  | George Lambton        | 1. Viscount d’Abernon                                                                 |         |
| 1918 | Ferry              | Brownie Carslake   | George Lambton        | 17. Earl of Derby                                                                     |         |
| 1919 | Roseway            | Albert Whalley     | Frank Hartigan        | Sir Edward Hulton                                                                     |         |
| 1920 | Cinna              | Billy Griggs       | Tom Waugh, Sr.        | Sir Robert Jardine                                                                    |         |
| 1921 | Bettina            | George Bellhouse   | Percy Linton          | Walter Raphael                                                                        |         |
| 1922 | Silver Urn         | Brownie Carslake   | Atty Persse           | Barney Parr                                                                           |         |
| 1923 | Tranquil           | Ted Gardner        | George Lambton        | 17. Earl of Derby                                                                     |         |
| 1924 | Plack              | Charlie Elliott    | Jack Jarvis           | 5. Earl of Rosebery                                                                   |         |
| 1925 | Saucy Sue          | Frank Bullock      | Alec Taylor, Jr.      | 2. Viscount Astor                                                                     |         |
| 1926 | Pillion            | Dick Perryman      | John Watson           | Anthony G. de Rothschild                                                              |         |
| 1927 | Cresta Run         | Arthur Balding     | Peter Gilpin          | Giles Loder                                                                           |         |
| 1928 | Scuttle            | Joe Childs         | William Rose Jarvis   | König Georg V.                                                                        |         |
| 1929 | Taj Mah            | Wally Sibbritt     | Juan Torterolo        | Simon Guthmann                                                                        |         |
| 1930 | Fair Isle          | Tommy Weston       | Frank Butters         | 17. Earl of Derby                                                                     |         |
| 1931 | Four Course        | Charlie Elliott    | Fred Darling          | 4. Earl of Ellesmere                                                                  |         |
| 1932 | Kandy              | Charlie Elliott    | Frank Carter          | Evremond de Saint-Alary                                                               |         |
| 1933 | Brown Betty        | Joe Childs         | Cecil Boyd-Rochfort   | William Woodward, Sr.                                                                 |         |
| 1934 | Campanula          | Harry Wragg        | Jack Jarvis           | Sir George Bullough                                                                   |         |
| 1935 | Mesa               | Rae Johnstone      | Albert Swann          | Pierre Wertheimer                                                                     |         |
| 1936 | Tide-way           | Dick Perryman      | Colledge Leader       | 17. Earl of Derby                                                                     |         |
| 1937 | Exhibitionist      | Steve Donoghue     | Joseph Lawson         | Victor Sassoon                                                                        |         |
| 1938 | Rockfel            | Sam Wragg          | Ossie Bell            | Hugo Cunliffe-Owen                                                                    |         |
| 1939 | Galatea            | Bobby Jones        | Joseph Lawson         | Robert Sterling Clark                                                                 |         |
| 1940 | Godiva             | Doug Marks         | William Rose Jarvis   | Esmond Harmsworth                                                                     |         |
| 1941 | Dancing Time       | Dick Perryman      | Joseph Lawson         | 1. Baron Glanely                                                                      |         |
| 1942 | Sun Chariot        | Gordon Richards    | Fred Darling          | König Georg VI.                                                                       |         |
| 1943 | Herringbone        | Harry Wragg        | Walter Earl           | 17. Earl of Derby                                                                     |         |
| 1944 | Picture Play       | Charlie Elliott    | John E. Watts         | Jim Joel                                                                              |         |
| 1945 | Sun Stream         | Harry Wragg        | Walter Earl           | 17. Earl of Derby                                                                     |         |
| 1946 | Hypericum          | Doug Smith         | Cecil Boyd-Rochfort   | König Georg VI.                                                                       |         |
| 1947 | Imprudence         | Rae Johnstone      | Joseph Lieux          | Mrs Pierre Corbière                                                                   |         |
| 1948 | Queenpot           | Gordon Richards    | Noel Murless          | Percy Lyham Loraine                                                                   |         |
| 1949 | Musidora           | Edgar Britt        | Charles Elsey         | Norman Donaldson                                                                      |         |
| 1950 | Camaree            | Rae Johnstone      | Alexandre Lieux       | Jean Ternynck                                                                         | 1:37.00 |
| 1951 | Belle of All       | Gordon Richards    | Norman Bertie         | Henry Tufton                                                                          | 1:44.80 |
| 1952 | Zabara             | Ken Gethin         | Vic Smyth             | Malcolm McAlpine                                                                      | 1:40.92 |
| 1953 | Happy Laughter     | Manny Mercer       | Jack Jarvis           | David Wills                                                                           | 1:45.05 |
| 1954 | Festoon            | Scobie Breasley    | Noel Cannon           | Arthur Dewar                                                                          | 1:38.90 |
| 1955 | Meld               | Harry Carr         | Cecil Boyd-Rochfort   | Zia Wernher                                                                           | 1:42.16 |
| 1956 | Honeylight         | Edgar Britt        | Charles Elsey         | Victor Sassoon                                                                        | 1:39.15 |
| 1957 | Rose Royale        | Charlie Smirke     | Alec Head             | Aga Khan III.                                                                         | 1:39.15 |
| 1958 | Bella Paola        | Serge Boullenger   | François Mathet       | François Dupré                                                                        | 1:38.75 |
| 1959 | Petite Etoile      | Doug Smith         | Noel Murless          | Aly Khan                                                                              | 1:40.36 |
| 1960 | Never Too Late     | Roger Poincelet    | Etienne Pollet        | Ms Howell Jackson                                                                     | 1:39.89 |
| 1961 | Sweet Solera       | Bill Rickaby       | Reginald Day          | Mrs Magnus Castello                                                                   | 1:38.14 |
| 1962 | Abermaid           | Bill Williamson    | Harry Wragg           | Roderic More O’Ferrall                                                                | 1:39.36 |
| 1963 | Hula Dancer        | Roger Poincelet    | Etienne Pollet        | Gertrude Widener                                                                      | 1:42.34 |
| 1964 | Pourparler         | Garnie Bougoure    | Paddy Prendergast     | Beatrice, Lady Granard                                                                | 1:38.82 |
| 1965 | Night Off          | Bill Williamson    | Walter Wharton        | Lionel Holliday                                                                       | 1:45.43 |
| 1966 | Glad Rags          | Paul Cook          | Vincent O’Brien       | Alice du Pont Mills                                                                   | 1:40.30 |
| 1967 | Fleet              | George Moore       | Noel Murless          | Bob Boucher                                                                           | 1:44.76 |
| 1968 | Caergwrle          | Sandy Barclay      | Noel Murless          | Gwen Murless                                                                          | 1:40.38 |
| 1969 | Full Dress         | Ron Hutchinson     | Harry Wragg           | Budgie Moller                                                                         | 1:44.53 |
| 1970 | Humble Duty        | Lester Piggott     | Peter Walwyn          | Jean, Lady Ashcombe                                                                   | 1:42.13 |
| 1971 | Altesse Royale     | Yves Saint-Martin  | Noel Murless          | Roger Hue-Williams                                                                    | 1:40.90 |
| 1972 | Waterloo           | Edward Hide        | Bill Watts            | Susan Stanley                                                                         | 1:39.49 |
| 1973 | Mysterious         | Geoff Lewis        | Noel Murless          | George Pope, Jr.                                                                      | 1:42.12 |
| 1974 | Highclere          | Joe Mercer         | Dick Hern             | Königin Elisabeth II.                                                                 | 1:40.32 |
| 1975 | Nocturnal Spree    | Johnny Roe         | Stuart Murless        | Anne-Hart O’Kelly                                                                     | 1:41.65 |
| 1976 | Flying Water       | Yves Saint-Martin  | Angel Penna, Sr.      | Daniel Wildenstein                                                                    | 1:37.83 |
| 1977 | Mrs McArdy         | Edward Hide        | Mick Easterby         | Edith Kettlewell                                                                      | 1:40.07 |
| 1978 | Enstone Spark      | Ernie Johnson      | Barry Hills           | Dick Bonnycastle                                                                      | 1:41.56 |
| 1979 | One In A Million   | Joe Mercer         | Henry Cecil           | Helena Springfield Ltd                                                                | 1:43.06 |
| 1980 | Quick As Lightning | Brian Rouse        | John Dunlop           | Ogden Mills Phipps                                                                    | 1:41.89 |
| 1981 | Fairy Footsteps    | Lester Piggott     | Henry Cecil           | Jim Joel                                                                              | 1:40.43 |
| 1982 | On The House       | John Reid          | Harry Wragg           | Sir Philip Oppenheimer                                                                | 1:40.45 |
| 1983 | Ma Biche           | Freddy Head        | Criquette Head        | Maktoum Al Maktoum                                                                    | 1:41.71 |
| 1984 | Pebbles            | Philip Robinson    | Clive Brittain        | Marcos Lemos                                                                          | 1:38.18 |
| 1985 | Oh So Sharp        | Steve Cauthen      | Henry Cecil           | Mohammed Al Maktum                                                                    | 1:36.85 |
| 1986 | Midway Lady        | Ray Cochrane       | Ben Hanbury           | Harry Ranier                                                                          | 1:41.54 |
| 1987 | Miesque            | Freddy Head        | François Boutin       | Stavros Niarchos                                                                      | 1:38.48 |
| 1988 | Ravinella          | Gary W. Moore      | Criquette Head        | Ecurie Aland                                                                          | 1:40.88 |
| 1989 | Musical Bliss      | Walter Swinburn    | Michael Stoute        | Sheikh Mohammed                                                                       | 1:42.69 |
| 1990 | Salsabil           | Willie Carson      | John Dunlop           | Hamdan Al Maktoum                                                                     | 1:38.06 |
| 1991 | Shadayid           | Willie Carson      | John Dunlop           | Hamdan Al Maktoum                                                                     | 1:38.18 |
| 1992 | Hatoof             | Walter Swinburn    | Criquette Head        | Maktoum Al Maktoum                                                                    | 1:39.45 |
| 1993 | Sayyedati          | Walter Swinburn    | Clive Brittain        | Mohamed Obaida                                                                        | 1:37.34 |
| 1994 | Las Meninas        | John Reid          | Tommy Stack           | Robert Sangster                                                                       | 1:36.71 |
| 1995 | Harayir            | Richard Hills      | Dick Hern             | Hamdan Al Maktoum                                                                     | 1:36.72 |
| 1996 | Bosra Sham         | Pat Eddery         | Henry Cecil           | Wafic Saïd                                                                            | 1:37.75 |
| 1997 | Sleepytime         | Kieren Fallon      | Henry Cecil           | Greenbay Stables Ltd                                                                  | 1:37.66 |
| 1998 | Cape Verdi         | Frankie Dettori    | Saeed bin Suroor      | Godolphin                                                                             | 1:37.86 |
| 1999 | Wince              | Kieren Fallon      | Henry Cecil           | Khalid Abdullah                                                                       | 1:37.91 |
| 2000 | Lahan              | Richard Hills      | John Gosden           | Hamdan Al Maktoum                                                                     | 1:36.38 |
| 2001 | Ameerat            | Philip Robinson    | Michael Jarvis        | Ahmed Al Maktoum                                                                      | 1:38.36 |
| 2002 | Kazzia             | Frankie Dettori    | Saeed bin Suroor      | Godolphin                                                                             | 1:37.85 |
| 2003 | Russian Rhythm     | Kieren Fallon      | Sir Michael Stoute    | Cheveley Park Stud                                                                    | 1:38.43 |
| 2004 | Attraction         | Kevin Darley       | Mark Johnston         | 10. Duke of Roxburghe                                                                 | 1:36.78 |
| 2005 | Virginia Waters    | Kieren Fallon      | Aidan O’Brien         | Tabor / Magnier                                                                       | 1:36.52 |
| 2006 | Speciosa           | Michael Fenton     | Pam Sly               | Sly / Davies / Sly                                                                    | 1:40.53 |
| 2007 | Finsceal Beo       | Kevin Manning      | Jim Bolger            | Michael Ryan                                                                          | 1:34.94 |
| 2008 | Natagora           | Christophe Lemaire | Pascal Bary           | Stefan Friborg                                                                        | 1:38.99 |
| 2009 | Ghanaati           | Richard Hills      | Barry Hills           | Hamdan Al Maktoum                                                                     | 1:34.22 |
| 2010 | Special Duty*      | Stéphane Pasquier  | Criquette Head-Maarek | Khalid Abdullah                                                                       | 1:39.66 |
| 2011 | Blue Bunting       | Frankie Dettori    | Mahmood Al Zarooni    | Godolphin                                                                             | 1:39.27 |
| 2012 | Homecoming Queen   | Ryan Moore         | Aidan O’Brien         | Magnier / Tabor / Smith                                                               | 1:40.45 |
| 2013 | Sky Lantern        | Richard Hughes     | Richard Hannon Sr.    | Ben Keswick                                                                           | 1:36.38 |
| 2014 | Miss France        | Maxime Guyon       | André Fabre           | Ballymore Thoroughbred                                                                | 1:37.40 |
| 2015 | Legatissimo        | Ryan Moore         | David Wachman         | Magnier / Tabor / Smith                                                               | 1:34.60 |
| 2016 | Minding            | Ryan Moore         | Aidan O’Brien         | Magnier / Tabor / Smith                                                               | 1:36.53 |
| 2017 | Winter             | Wayne Lordan       | Aidan O’Brien         | Magnier / Tabor / Smith                                                               | 1:35.66 |
| 2018 | Billesdon Brook    | Sean Levey         | Richard Hannon Jr.    | Pall Mall Partners                                                                    | 1:36.62 |
| 2019 | Hermosa            | Wayne Lordan       | Aidan O’Brien         | Magnier / Tabor / Smith                                                               | 1:36.89 |
| 2019 | Hermosa            | Wayne Lordan       | Aidan O’Brien         | Magnier / Tabor / Smith                                                               | 1:36.89 |
| 2020 | Love               | Ryan Moore         | Aidan O’Brien         | Magnier / Tabor / Smith Aufgrund der COVID-19-Pandemie fand das Rennen im Juni statt. | 1:35.80 |
| 2021 | Mother Earth       | Frankie Dettori    | Aidan O’Brien         | Magnier / Tabor / Smith                                                               | 1:36.37 |
| 2022 | Cachet             | James Doyle        | George Boughey        | Highclere T'Bred Racing – Wild Flower                                                 | 1:36.55 |
| 2023 | Mawj               | Oisin Murphy       | Saeed bin Suroor      | Godolphin                                                                             | 1:37.92 |

- Jacqueline Quest erreichte 2010 als Erste das Ziel, wurde jedoch nach einer Untersuchung auf den zweiten Platz versetzt.